# Neuontobotrys polyphylla
Neuontobotrys polyphylla är en korsblommig växtart som först beskrevs av Rodolfo Amando Philippi, och fick sitt nu gällande namn av Al-shehbaz. Neuontobotrys polyphylla ingår i släktet Neuontobotrys och familjen korsblommiga växter. Inga underarter finns listade i Catalogue of Life.